# ViVid Strike!
『ViVid Strike!』（ヴィヴィッド ストライク）は、セブン・アークス・ピクチャーズ（後のSeven Arcs）制作による日本のアニメ作品。2016年10月から12月までTOKYO MXほかにて放送された。全12話+OVA3話。

## 概要
『魔法少女リリカルなのはシリーズ』の第4期にあたる『魔法少女リリカルなのはViVid』から1年後を描いた作品で、2016年7月に制作が発表された。制作は『ViVid』を担当したA-1 Picturesから従来のセブン・アークス系列に戻されている。ただし、本作の物語は新たな主人公のフーカ・レヴェントンを中心として描かれるうえ、作品名に従来の主人公である高町なのはの名を冠しておらず、彼女を含む一部のシリーズ主要人物の登場も告知されていない。第8話では、リンネの回想にてヴィヴィオの後ろになのはとフェイト・T・ハラオウンが写る写真が登場したが、2人の顔は光に遮られる形で隠されている。
本作放送時点では、アニメ『ViVid』に未登場だったユミナ・アンクレイヴは本作がアニメへの初登場となった。また、『ViVid』では未登場であるコロナ・ティミルの大人モードも本作で初登場した。
最終回の翌週には、特別番組として「ViVid Strike! 〜ViVid Xmas〜」を放送した。

## ストーリー
フーカ・レヴェントンは、リンネ・ベルリネッタの格闘試合に対しての姿勢を見て守るものがなくなった心境から意気消沈したうえで喧嘩沙汰を起こしたため、アルバイト先からも解雇されて公園で行き倒れとなっていた。朝に起きた際、ジョギングトレーニングで偶然通りかかったアインハルト・ストラトスに警戒感から拳を突き立ててしまうが、彼女はそれを受け止めたものの、フーカの格闘技センスを見抜き、ナカジマジムを紹介した。
フーカはナカジマジムの従業員兼選手候補となり、トレーニングと労働をこなす。リンネは冬の大会ウインターカップにおいて、アインハルト・ストラトス、高町ヴィヴィオ、ミウラ・リナルディを指名し、挑戦を受ける。フーカもナカジマジムの新人としてアインハルトから紹介されたが、リンネはフーカにも敵対心しか見せない。その理由がリンネの悲しい過去にあることを知ったフーカは、リンネをぶちのめしてから話をするという心境でウインターカップに挑む。
フーカは予選を通過し、決勝リーグへの出場が確定する。決勝リーグはまずミウラ対リンネの試合となり、ミウラはリンネから2ダウンを取ったものの、リンネに逆転KOされる。ヴィヴィオ対リンネの試合ではリンネも厳しいジムの特訓で硬い守備を見せるものの、ヴィヴィオの機転と猛攻により一度ポイントで劣勢となったうえでKOされる。勝利はしたものの、その試合でリンネの重い一撃から左足を酷く痛めていたヴィヴィオは決勝進出を棄権する。リンネは以前の試合でヴィヴィオに判定負けを喫していたうえ、今回の試合では格闘技を嫌う態度を見抜かれたことから、引退すら考えるまでに落胆する。
こうして決勝はアインハルト対フーカとなるが、その前にアインハルトはチャンピオンシップをフーカとの勝利を条件として実施することとし、リンネを奮起させて決着を付けることとなる。廃棄地区を用いた私闘に近い形式のフーカ対リンネの試合（名目上は練習試合となっている）は、激しい打ち合いから始まって雨中での長期戦となるが、リンネは格闘技の練習で積み重ねてきたことを振り返りつつ、悲しい過去はあったものの楽しかった経験もあったことに気づく。最後は、互いの和解への思いを込めた純粋な拳の一撃が交差した結果、フーカが勝利する。
疲労困憊による眠りから覚め、改めて和解するフーカとリンネのもとへ、彼女たちがウインターカップで倒してきた相手たちから通信が入る。実は先日の試合は各所に中継されており、それを見て感動した一同は格闘技への熱意を奮い立たされ、フーカとリンネに称賛の言葉を贈る。まもなく、仲間に支えられながら練習に励んだフーカがリンネにも支えられながらアインハルトとの決勝に挑む姿を映し、物語は幕を下ろす。

## 登場人物

### 主人公
フーカ・レヴェントン
声 - 水瀬いのり
ミッドチルダに住む孤児院出身の少女で、一人称に「わし」を用いたり語尾に「じゃ」を付けるなど、広島弁風の口調で話す。真面目かつまっすぐな性格で、自分より年下ながら選手としては先輩であるヴィヴィオたちにも敬語で話すなどしっかりした一面を持つ。
1年前に後述の理由から言葉も届かなくなったリンネと決別して以来、孤児院を出て住み込みのアルバイトを転々とし、因縁をつけてきた相手との喧嘩に明け暮れるという荒んだ生活を送っていたが、負傷して行き倒れていたところをアインハルトに助けられる。その際自身がとっさに放ったパンチから格闘家としての才能を感じ取ったアインハルトの勧めでノーヴェ宅に居候し、ナカジマジムに選手兼住み込みのアルバイト従業員として身を置く。ウインターカップでは決勝まで進んでいる。決勝の試合での入場におけるナレーションにおいて、リンネとの対決は練習試合と解釈されている。
魔法体系はベルカ式。試合時は18歳頃の姿を先取りで再現した姿に変身する。バリアジャケットは師匠であるアインハルトのものをフーカ流に再現したデザインである。高い魔力を内包しているが、その制御に難がある。バトルスタイルはアインハルトから教わる覇王流で、フィニッシュブローはフー式・覇王断空拳。
フーカが使用する自律行動型インテリジェントデバイス「ウラカン」（声 - 小倉唯）は、アインハルトとユミナが恩師に依頼して製作してもらった。アインハルトのデバイス・アスティオンと同型機で、小さなヒョウの姿をしている。フーカには「ウーラ」という愛称で呼ばれている。おとなしく優しい性格。

リンネ・ベルリネッタ
声 - 小倉唯
フーカの孤児院時代の幼馴染の少女。私立ブルゲローニ学院中等部1年。DSAA・U15ワールドランク1位。
幼少期はとてもおとなしく引っ込み思案で、いつもフーカに守られていた。4年前に富豪ベルリネッタ家に養女として迎えられ、そこで敬愛する養祖父ロイをはじめとする家族と暖かい日々を過ごしていたが、当時通っていた私立ロズベルグ学園でクラスメイトだったいじめっ子3人組による陰湿ないじめを受けたせいでロイの急死に立ち会えなかったことへの怒りから、いじめっ子3人組を暴力で制裁した。さらにこの制裁が「いじめの被害者が起こした暴力事件」として報道され、家族に迷惑をかけたことを自責することになる。この事件を契機に格闘技の潜在能力を開花させた後、ジルのフロンティアジムに入ってDSAAの強豪選手となるが、前述の不幸な経験から自分の強さに固執して力を欲するようになり、平然と弱者を見下すようにもなる。やがて、1年前の大会で優勝した際には不謹慎な発言をいさめようとしたフーカと口論になり、決別する。
デビュー以来ほぼ無敗の活躍をしているが、唯一、U15のヴィヴィオに過去に一度対戦して判定ながらも敗北したことがある。ウインターカップでは一回戦でミウラをKOで下し、ブロック決勝戦で再びヴィヴィオと対決。ヴィヴィオの左足を潰して次の試合への出場を断念せざるを得なくなるほどのダメージを与えたが、ヴィヴィオのアクセルスマッシュ・インフィニティの前に今度はKO負けを喫した。生真面目な性格から強くなければならないという強迫観念を抱いていたリンネにとって、この二度の敗北は衝撃であり、落胆する。
ふさぎ込み引退をほのめかす彼女に、アインハルトはフーカに勝利する事を条件にチャンピオンベルトを掛けた勝負を持ちかける。そんな経緯からウインターカップ決勝の前にフーカと対戦する。打ち合いの末に自らの過去を見つめ直しつつも敗北したが、やっと格闘技の楽しさを自覚し、フーカとの関係を修復する事ができた。フーカは「良い眼になった」と評価している。
担当声優の小倉は「物語の中ではとても強い女の子になっていくんですけど、それは本当の自分をずっと閉ざしたところでの、取り繕った強さというか……。演じていて、ちょっとかわいそうに感じてしまうんですけど、自分に重なる部分もあって」とリンネのキャラクターについて語っている。
魔法体系はミッドチルダ式。試合時は18～19歳頃の姿を先取りで再現した姿に変身する。バリアジャケットはベルリネッタ・ブランドのデザイナーによるもので、リンネのためにデザインされた特注品である。格闘・魔法戦共に隙のないトータルファイティングをバトルスタイルとする。競技格闘技のセオリーを覆すほどのパワーファイターで、その常軌を逸した筋力を駆使してガードの上からでも相手を薙ぎ倒す。
使用デバイス「スクーデリア」は、宝石をはめ込んだペンダント型で、ベルリネッタ・ブランド製の宝石がベースとなっている。元々はロイがデザインして妻に贈り、妻からローリーを経てリンネに受け継がれた同名のネクタイピンで、リンネはこれを学校でのお守りとして持ち歩いていた。リンネが格闘技を始めた際、装飾部分に競技用デバイスとして必要な最低限の機能を持たせて使用している。

### ナカジマジム
高町 ヴィヴィオ
声 - 水橋かおり
『ViVid』の主人公。聖ヒルデ魔法学院初等部5年。DSAAのU15格闘競技選手で、ワールドランク7位の有力選手。
リンネとは過去に一度対戦して判定ながらも勝利したことがある。そして、大会のブロック決勝戦で再びリンネと対決して勝利したが、左足に次の試合に出られないほどのダメージを受けてしまったため、棄権した。その対戦の際、リンネの本心を見抜き「きっと、あなたは格闘技が好きではないでしょう」と発言していた。
試合時は18歳頃の姿を先取りで再現した姿に変身する。バトルスタイルはストライクアーツ。バリアジャケットは全身がボディスーツとジャケットで覆われたスタイル。長身と長いリーチに恵まれた体格で、動体視力・空間把握力を含めた「目」の良さと練習量に裏打ちされた回避・防御技術、精密な打撃、カウンターを駆使して戦う技巧派。
使用デバイス「セイクリッド・ハート」（愛称 - クリス）は、ウサギの姿をした自律行動型インテリジェントデバイスで、挨拶やお礼をちゃんとする礼儀正しい性格。
アインハルト・ストラトス
声 - 能登麻美子
聖ヒルデ魔法学院中等部2年。DSAA格闘競技・U15ワールドチャンピオン。U15では全試合無敗・KO勝利の戦歴を誇る絶対王者。
偶然出会ったフーカの才能を見い出し、自身の流派であるベルカ古流「覇王流」を教えていく。ユミナとは同じクラスで親友同士。フーカには「ハルさん」と呼ばれている。
ナカジマジム所属の選手としては一番の先輩にあたる。ウインターカップでは決勝まで進んでいる。現在のリンネの状況が『ViVid』序盤における自分に似ていたこともあり、会長に事前の断りもなくチャンピオンベルトを賭けてまでフーカと対戦させる段取りを作った。
使用デバイス「アスティオン」（愛称 - ティオ、声 - 阿澄佳奈）は、小さなヒョウの姿をした自律行動型インテリジェントデバイス。アインハルトの登校中はジムに預けられている。人の肩や膝の上に乗るのが好き。
リオ・ウェズリー
声 - 喜多村英梨
聖ヒルデ魔法学院初等部5年。DSAA総合魔法戦競技の選手。
ヴィヴィオやコロナの親友で、明るく何事にも物怖じしない元気な少女。魔法戦が得意であるため主に総合競技の選手として活躍しているが、ルーフェン武術「春光拳」を駆使して格闘競技でも好成績を残している。本作ではフーカやヴィヴィオたちの応援やサポートに回ることが多い。
使用デバイス「ソルフェージュ」は、実家の武術道場で販売しているお守りをベースにしている。
コロナ・ティミル
声 - 福圓美里
聖ヒルデ魔法学院初等部5年。DSAA総合魔法戦競技選手。
ヴィヴィオやリオの親友で、優しく礼儀正しい少女。格闘技は「練習に付き合える程度」であり、自身が試合を控えていない時はマネージャーとしても活動している。リオと同様、本作ではフーカやヴィヴィオたちの応援やサポートに回ることが多い。
使用デバイス「ブランゼル」は、ルーテシア・アルピーノが手作りした。
ミウラ・リナルディ
声 - 伊藤かな恵
中学2年。DSAAのU15格闘競技選手で、ワールドランク５位の実力者。
おとなしく優しい性格で、ナカジマジムでは特にヴィヴィオと仲が良くライバル同士。実家がレストランのため料理が得意。
試合時は18歳頃の姿を先取りで再現した姿に変身する。バトルスタイルはストライクアーツ八神流。小柄ながらタフで強靱な体を持ち、インファイトを得意とする強打者であり、集束打撃「抜剣（バッケン）」からの蹴り技を駆使する。ジルにも「10年に一人の逸材」と評されている。
ウインターカップでは一回戦でリンネと対決し、二度のダウンを奪うなど善戦するが、肋骨を折る程の重傷を負い敗北。その後は順調に回復し、試合に臨むフーカのスパーリングにも対応した。
使用デバイス「スターセイバー」は、星型のインテリジェントデバイスで、格闘技を始めた当時に所属していた道場主から贈られた。
ユミナ・アンクレイヴ
声 - 上坂すみれ
聖ヒルデ魔法学院中等部2年。ナカジマジムのバイトリーダーで、選手部門のマネージャー。
アインハルトのクラスメイトで親友。料理が得意で、アインハルトの家にはよく食事を作りにいっている。スポーツドクターを目指しており、ジムで選手のマネージャーをしながら経験を積んでいる。彼女のストレッチやマッサージは選手たちに人気がある。
ノーヴェ・ナカジマ
声 - 斎藤千和
格闘競技・総合魔法戦競技トレーナーで、ナカジマジムの会長。
気さくで優しい性格の持ち主。ジムの入っているマンションの上層階にジムを借りる際に契約の一環として借りている部屋に一人暮らしをしており、空いていた部屋にフーカを居候させている。
ミカヤ・シェベル
声 - 浅川悠
ナカジマジムの顧問取締役。本業は居合道「天瞳流抜刀居合」の師範。
ノーヴェの親友。多忙のためジムにはあまり顔を出せていないが、ノーヴェや選手たちを裏方で支えている。

### フロンティアジム
ジル・ストーラ
声 - 佐倉綾音
フロンティアジムの格闘競技トレーナーで、リンネの専属コーチ。
いじめっ子3人への暴力事件の報復としてリンネが街中で誘拐されてしまう現場に偶然居合わせた後、無人のゲームセンターでいじめっ子3人のうち1人の兄をはじめとする誘拐犯たちに制裁されていたリンネのもとへ駆けつけ、彼らを叩きのめす。こうしてジルに救出されて潜在能力を見い出されたことがきっかけで、リンネはフロンティアジムに入ることとなった。
かつては格闘競技選手だったが、体格と頑丈さに恵まれなかったために故障を繰り返し、タイトルを得る前に引退を余儀なくされた過去を持つ。その影響で才能至上主義に傾倒しており、ノーヴェとは以前テレビ番組の対談で育成方針を巡って対立したことがある。
穏やかな物腰に反して格闘技の実力は現在でも健在であるため、リンネには厳しい特訓を施した。リンネに対する愛情は本物であるが、「自分が現役時代に届かなかった夢を叶えてくれる存在」とみなしている節があり、彼女の抱える闇に気付きながらも「無理に正せばリンネが戦いの動機を見失うことになる」と恐れるあまり放置してしまい、それが後に大きな破綻へつながってしまうことになる。
意見を違えるノーヴェとの決着をつけるため、リンネやマスコミを利用してアインハルトたちナカジマジムの選手たちへ挑戦状を叩きつけるが、リンネはヴィヴィオに完全敗北を喫してしまったため、同時に自身の信念も否定されることになった。
ヴィクトーリア・ダールグリュン
声 - 遠藤綾
フロンティアジムに所属するDSAA総合魔法戦競技の選手で、U19の選手会長。ワールドランク3位の実力を持つ。
親しい者からは「ヴィクター」と呼ばれている。優しく世話好きな性格で面倒見が良く、自身の後輩にあたるリンネを気にかけている。ヴィヴィオやアインハルトたちナカジマジム一同とも交流がある。また、ジークリンデとは幼馴染みで、日頃からよく面倒を見ている。

### ベルリネッタ家
ロイ・ベルリネッタ
声 - 辻親八
リンネの養祖父。故人。冬の公園で出会ったリンネの優しさを見初め、子供に恵まれなかった娘夫婦の養子としてベルリネッタ家に招いた。当時から病床に伏していたが、2年前に容態が急変して他界する。その当日、リンネはいじめっ子3人にネクタイピンを壊されたうえに気絶させられてロイの最期に立ち会えなかったため、この出来事への後悔が強くありたいという人格を形成させたが、フーカとの対戦の末にリンネの意識の中では後ろ向きだったロイは振り返っており、リンネにとってかけがえのない存在である。
ダン・ベルリネッタ
声 - 高田裕司
リンネの養父。リンネを実の娘のように大事に育てた。
ローリー・ベルリネッタ
声 - 日髙のり子
リンネの養母でロイの娘。リンネとの血縁関係はないが、髪や瞳の色が似ている。ダンと同じく、リンネを実の娘のように大事に育てた。

### その他
ハリー・トライベッカ
声 - 内山夕実
DSAA総合魔法戦競技のU19選手。
ナカジマジム一同と交流があり、スパーリングのためジムに出入りしている。特にアインハルトと仲がよい。また、練習場所としてフロンティアジムを使用していることから、リンネとも交流がある。
少々やんちゃがすぎる面もあるが、面倒見が良く人情深い性格。エルスをいじって遊ぶことが多い。
エルス・タスミン
声 - 新井里美
DSAA総合魔法戦競技のU19選手。
ハリーと同様にナカジマジム一同と交流があり、スパーリングのためジムに出入りしている。
真面目な性格の持ち主で、ハリーにいじられることが多い。年下のハリーには敬語を使ってもらいたいと考えているが、その願いは叶えられていない。
シャンテ・アピニオン
声 - 阿澄佳奈
DSAA総合魔法戦競技の選手で、聖王教会のシスター。
ナカジマジム一同と交流があり、特にヴィヴィオと仲が良い。ヴィヴィオのことは「陛下」と呼んでいる。ちゃらんぽらんな性格だが競技には真面目で、シスターとしての職務もそれなりにこなしている。
ファビア・クロゼルグ
声 - 瀬戸麻沙美
DSAA総合魔法戦競技の選手。アインハルトにとっては「『ご先祖つながり』の『なんだかんだで腐れ縁』」「血縁はないが妹のような存在」で、彼女自身もアインハルトによくなついている。アインハルトには「クロ」と呼ばれている。ウラカンをナカジマジムに届けに来た。
イクスヴェリア
声 - 川澄綾子
聖王教会の治療士でナカジマジムのサポーター。負傷した選手たちの治療を担当する。ヴィヴィオとは昔からの友人で、彼女からは「イクス」と呼ばれている。
シスターセイン
声 - 水橋かおり
聖王教会のシスターで、シャンテの同期。競技には直接関わらないが、シャンテの相方あるいはイクスヴェリアの付き添いとして、ナカジマジムや試合会場によく顔を出している。
ジークリンデ・エレミア
声 - 中津真莉
DSAA総合魔法戦競技・格闘競技のU19ワールドチャンピオン。アインハルトが目標とする人物で、名実ともに「世界最強の10代女子」。
その実力や観察眼・戦力分析能力は本物だが、普段はゆるめな性格であり、ナカジマジム一同を後輩としてかわいがっている。他人を愛称で呼ぶ癖があり、アインハルトを「ハルにゃん」と呼んでいる。
ルーテシア・アルピーノ
声 - 桑谷夏子
DSAA総合魔法戦競技の選手。時空管理局の嘱託魔導師でナカジマジムの合宿所となっている「ホテル・アルピーノ」の一人娘。ヴィヴィオやシャンテたちの昔からの友人であり、広い人脈を持つ。
キャリー・ターセル
声 - 長谷美希
DSAA・U15ワールドランク8位。試合でリンネと対戦するが、何もできないままKOされたうえにリンネに名前すら覚えてられていない「8位の人」という言葉を受け、心身ともにボロボロの状態でリングから去った。
12話で再登場。フーカとリンネの試合を観戦しており、リンネに対し「次は忘れられない試合をする！」と立ち直った姿を見せ、2人に応援メッセージを送った。その後、アインハルトとフーカの試合にも観戦に訪れている。
登場した3話ではエンドカードを飾り、変身バンクも見せている。
ライラ・カプリス
声 - 福原綾香
1年前、リンネと決勝戦で対戦した格闘技選手。リンネとの試合を最後に引退する予定であり、気合十分で臨んだが完敗を喫した。試合後、彼女に対するリンネの発言をフーカが咎めて口論になり、二人が決別する原因になってしまった。
12話で再登場。フーカとリンネの試合を観戦しており、選手を続けて頑張っていることを2人に対する応援のメッセージと共に送った。その後、アインハルトとフーカの試合にも観戦に訪れている。
カルナ・メイブン
声 - 藤原夏海
フーカのウィンターカップ本戦の対戦相手。フーカと同じく期待のルーキーで、鼻の絆創膏が特徴。
フーカに試合前から突っかかったが、ナカジマジムでの交流を経て人間的に落ち着いていたフーカにしっかりと対応されてペースを崩され、試合ではKO負けを喫した。
アディール・デルスター
声 - 長谷美希
WGCジュニアリーグナショナル級のチャンピオン。ウインターカップの一回戦でヴィヴィオに敗退した。
ジャニス・ゴート
声 - 斎藤千和
デンドロビウム級のワールドランカー。身長190cm、体重180kgと大柄な体格。ウインターカップでアインハルトと対戦し、完敗した。
ケイト・パークウェイ
ウインターカップに出場した選手。対戦相手であったヴィヴィオが棄権したため、不戦勝で準決勝に勝ち上がったが、フーカに敗れた。
いじめっ子3人組（仮称）
声 - 不明
リンネが当時通っていた私立ロズベルグ学園時代のクラスメイト。グループのリーダー格と思われるリボンをつけたショートヘアの少女と眼鏡をかけた黒髪の少女、茶髪のロングヘアの少女の3人組。なお、3人のうちの1人の名前はサラであるが、誰が誰かまでは最後まで明らかにされていない。
リンネが自分達の所属する運動クラブの勧誘を断ったことを逆恨みし、物を隠し奪い、いきなり水浸しにするなどの陰湿ないじめを行い、心身ともにリンネを徹底的に追い詰めた。後にいじめのせいでロイの急死に立ち会えなかったリンネから今までの報いと言わんばかりの報復として腕の破壊、顔面破壊などの激しい暴力を受けたが、辛うじて後遺症は残らず、リンネの両親の必死の奔走によって示談でまとまり、その条件としてリンネは現在の学校に転校することになった。
しかしリンネから報復を受け、「いじめの被害者による暴力事件」としていじめの事実が公になった後も全く反省していなかったらしく、特にサラは「自分は何も悪いことはしていない、友達同士の軽口にリンネが切れた」と兄に吹き込み、身内を犯罪者にするという皮肉な結果を招いた。
3人のその後の動向については一切描かれていないため、消息不明。
サラの兄
声 - 不明
いじめっ子3人組の一人の兄。妹思いだが、多勢の不良仲間を率いる悪漢。示談成立に納得できず、妹のサラを病院送りにしたリンネを強く逆恨みし、いじめの事実を否認しようとする妹の発言を鵜呑みにしたことで不良仲間と共にリンネを拉致し、一方的なリンチを行うが、偶然街中でリンネの拉致現場に居合わせ駆け付けたジルに仲間を返り討ちにされてしまう。ジルに追い詰められリンネを人質にしたものの、彼の言葉でサラがまるで反省していないことを理解したリンネの逆鱗に触れ、リンネにはサラが誰かすら知られていないことを伝えられ一蹴された後、ジルによって成敗される。不良仲間共々、その後の動向は一切不明。

## スタッフ
- 原作・脚本 - 都築真紀
- 監督 - 西村純二
- キャラクター原案 - 藤真拓哉
- キャラクターデザイン - いとうまりこ
- サブキャラクターデザイン - 新垣一成
- デバイスデザイン - 大塚あきら
- プロップデザイン - 岡戸智凱
- アクション監修 - 飯野まこと
- メインアニメーター - 中西和也
- 美術設定 - 泉寛、益田賢治
- 美術監督 - Scott MacDonald
- 色彩設計 - 菅原美佳
- 撮影監督 - 北岡正
- 編集 - 関一彦
- CGディレクター - 伊藤仁美
- 音響監督 - 横田知加子
- 音楽 - 吉川洋一郎
- プロデューサー - 新井智大、黒木宏昌、井口健一、福田順
- アニメーションプロデューサー - 畑中悠介
- 制作 - セブン・アークス・ピクチャーズ
- 製作 - ViVid Strike PROJECT（キングレコード、セブン・アークス、ソニー・ミュージックコミュニケーションズ、クロックワークス）

## 主題歌
オープニングテーマ「Future Strike」
作詞 - 服部祐希 / 作曲 - 俊龍 / 編曲 - 小高光太郎 / 歌 - 小倉唯
エンディングテーマ「Starry Wish」
作詞 - nozomi / 作曲 - KOUGA、nozomi / 編曲 - KOUGA / 歌 - 水瀬いのり
挿入歌（#13）「Shiny Sky Memories」
作詞 - 都築真紀 / 作曲・編曲 - 中條美沙、中條尚由 / 歌 - リンネ・ベルリネッタ（小倉唯）
挿入歌（#13）「明日への風」
作詞 - 都築真紀 / 作曲・編曲 - 中條美沙、中條尚由 / 歌 - フーカ・レヴェントン（水瀬いのり）

## 各話リスト
| 話数            | サブタイトル               | 絵コンテ              | 演出         | 作画監督 | 総作画 監督     | 変身シーン    | 変身シーン                                        |
| 話数            | サブタイトル               | 絵コンテ              | 演出         | 作画監督 | 総作画 監督     | 絵コンテ 演出 | 作画監督 （総作画監督）                           |
| --------------- | -------------------------- | --------------------- | ------------ | --- | --------------- | ------------- | ------------------------------------------------- |
| #01             | フーカ・レヴェントン       | 西村純二              | 菱川直樹     | 柴田志郎、中西和也 | 橋本貴吉        | -             | -                                                 |
| #02             | ナカジマジム               | 飯野まこと            | 皆春羊二     | 宮地聡子、岡田豊広 金子俊太朗 | 新垣一成        | -             | 大塚あきら 高岡じゅんいち （橋本貴吉）            |
| #03             | 挑戦                       | 西森章                | 秋山宏       | 河本美代子、服部憲知 | 橋本貴吉        | -             | 新垣一成 橋本貴吉                                 |
| #04             | リンネ・ベルリネッタ       | 西村純二              | 吉田俊司     | 平田賢一、飯島友里恵 柴田志朗 | 新垣一成        | -             | -                                                 |
| #05             | ウラカン                   | まついひとゆき        | 浅見松雄     | 興石明、佐野陽子 福島豊明 | 橋本貴吉        | 飯野まこと    | 高岡じゅんいち （坂田理） （橋本貴吉）            |
| #06             | ウインターカップ           | 西村純二              | 種村綾隆     | 小畑賢、桐谷真咲 服部益美、小林優子 | 坂田理 新垣一成 | 飯野まこと    | 大塚あきら （橋本貴吉）                           |
| #07             | 高町ヴィヴィオ             | 太田雅三              | 佐藤和磨     | 北川和樹、中川淳 久保山陽子、石田啓一 服部憲治、武藤信宏 長澤翔子、津熊健徳 吉岡佳宏、滝川和男 島崎望                                           | 橋本貴吉        | 飯野まこと    | 高岡じゅんいち 大塚あきら （橋本貴吉） （坂田理） |
| #08             | 勝者と敗者                 | 飯野まこと            | 吉田俊司     | 宮地聡子、大塚あきら 大西秀明、中西和也 服部憲知、坂田理 飯塚葉子、保村成 河本美代子、石井ゆりこ 土屋祐太、飯野まこと                           | 新垣一成        | -             | -                                                 |
| #09             | 再会                       | 菱川直樹              | 菱川直樹     | 飯嶋友里恵、平田賢一 宇都木勇棚澤隆（プロップ）                                                                                                 | 橋本貴吉        | -             | -                                                 |
| #10             | 雨                         | のりみそのみ 西村純二 | のりみそのみ | 飯嶋友里恵、平田賢一 河本美代子、土屋雄太 のりみそのみ、森本由布希 飯塚葉子、木下由美子 鞠野黄英、宇都木勇 坂田理、金子俊太朗棚澤隆（プロップ） | 新垣一成        | -             | -                                                 |
| #11             | 撃ち抜く一撃（ストライク） | のりみそのみ 西村純二 | 高林久弥     | 服部益美、金子俊太朗 服部賢知、宮下雄次棚澤隆（プロップ）                                                                                       | 橋本貴吉        | -             | -                                                 |
| #12             | 繋いだ手の中で             | 佐藤清光              | 佐藤清光     | 平田賢一、飯嶋友里恵 柴田志朗、寺尾憲治 土屋祐太、小菅和久 河本美代子、坂田理棚澤隆（プロップ）                                                 | 新垣一成        | -             | -                                                 |
| OVA（映像特典） |                            |                       |              | |                 |               |                                                   |
| #05.5           | 総合魔法戦競技             | のりみそのみ          | 新子太一     | 池田広明大塚あきら（クリーチャー） | 橋本貴吉        | -             | -                                                 |
| #05.75          | 見守る瞳                   | 西村純二              | 高林久弥     | 平田賢一、飯嶋友里恵 河本美代子、金子俊太朗 服部憲知、宮下雄次 坂田理棚澤隆（プロップ）                                                         | 新垣一成        | -             | -                                                 |
| #13             | サマータイムバカンス       | 西村純二              | 太田雅三     | 飯嶋友里恵、平田賢一 河本美代子、木下由美子 寺尾憲治                                                                                            | 橋本貴吉        | -             | -                                                 |

## 放送局
| 放送期間                 | 放送時間                     | 放送局       | 対象地域   | 備考                      |
| ------------------------ | ---------------------------- | ------------ | ---------- | ------------------------- |
| 2016年10月2日 - 12月18日 | 日曜 0:30 - 1:00（土曜深夜） | TOKYO MX     | 東京都     |                           |
|                          |                              | とちぎテレビ | 栃木県     |                           |
|                          |                              | 群馬テレビ   | 群馬県     |                           |
|                          |                              | BS11         | 日本全域   | BS放送 / 『ANIME+』枠     |
|                          | 日曜 2:28 - 2:58（土曜深夜） | 毎日放送     | 近畿広域圏 | 『アニメシャワー』第2部   |
| 2016年10月6日 - 12月22日 | 木曜 0:30 - 1:00（水曜深夜） | AT-X         | 日本全域   | CS放送 / リピート放送あり |

| 配信期間        | 配信時間                   | 配信サイト                                                         | 備考                             |
| --------------- | -------------------------- | ------------------------------------------------------------------ | -------------------------------- |
| 2016年10月1日 - | 月曜 1:00（日曜深夜） 更新 | Amazonプライム・ビデオ                                             | 第6話まで見放題独占配信          |
| 2016年11月6日 - | 日曜 12：00 更新           | Rakuten SHOWTIME/ビデオマーケット/U-NEXT GYAO!ストア、Amazonビデオ | 第6話までの6話分を初回で一斉配信 |

## BD / DVD
| 巻 | 発売日         | 収録話                     | 規格品番   | 規格品番   |
| 巻 | 発売日         | 収録話                     | BD         | DVD        |
| -- | -------------- | -------------------------- | ---------- | ---------- |
| 1  | 2016年12月21日 | 第1話 - 第3話              | KIZX-261/2 | KIZB-248/9 |
| 2  | 2017年1月25日  | 第4話 - 第6話、OVA第5.5話  | KIXA-688   | KIBA-2290  |
| 3  | 2017年2月22日  | 第7話 - 第9話、OVA第5.75話 | KIXA-689   | KIBA-2291  |
| 4  | 2017年3月29日  | 第10話 - 第12話、OVA第13話 | KIXA-690   | KIBA-2292  |

## Webラジオ
『フーカとリンネのスパーリングラジオ  』のタイトルで、YouTube 
TVアニメ「ViVid Strike!」YouTube OFFICIAL CHANNELにて2016年11月7日に配信した。パーソナリティは、水瀬いのり（フーカ・レヴェントン役）、小倉唯（リンネ・ベルリネッタ役）。

## イベント
ViVid☆PARTY
2017年5月7日に舞浜アンフィシアターで開催された。

## コラボ企画
ユミナ・アンクレイヴ役の上坂がメインMCを務める番組「上坂すみれのヤバい○○」内で、『魔法少女リリカルなのは Reflection』を本作のキャラクターが紹介する形の紹介CMが、2017年6月の4週に渡り放映された。また、劇場版パンフレットにも『魔法少女リリカルなのはViVid』のコミックを担当した藤真拓哉によるコミック（フーカ・リンネによる #eX「装う二人」）が掲載されている。